# Запольє (Великодвірське сільське поселення)
Запольє (рос. Заполье) — присілок Бокситогорського району Ленінградської області Росії. Входить до складу Великодвірського сільського поселення.
Населення — 6 осіб (2012 рік).